# Jack to a King – The Swansea Story
Jack to a King – The Swansea Story je velšský dokumentární film, který natočil režisér Marc Evans. Coby producenti se na filmu podíleli vedle jiných James Marsh a Mal Pope. Pojednává o fotbalovém klubu Swansea City AFC. V britských kinech byl film představen dne 12. září 2014. Marc Evans za film dostal cenu BAFTA Cymru za nejlepší režii.